# John Wizards

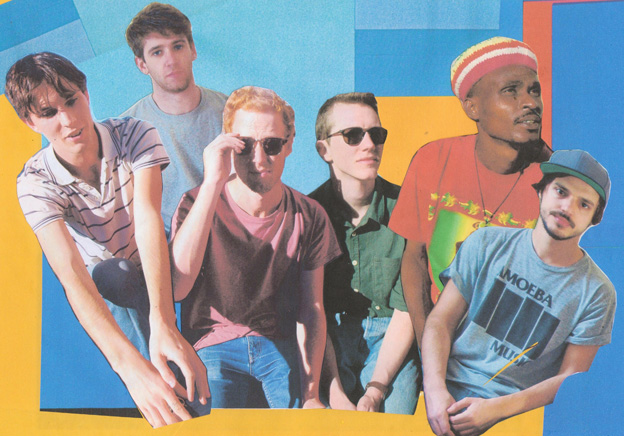
John Wizards

John Wizards ist eine südafrikanische Indie-Pop-Band um die Sänger John Withers und Emmanuel Nzaramba, mit Liedtexten auf Englisch, Kinyarwanda und Swahili.

## Geschichte
Bandgründer John Withers, der in Kapstadt Musik für Fernsehwerbung komponiert, experimentierte 2010 das erste Mal mit traumähnlichen Kompositionen zwischen kongolesischem Rumba und elektronischen Sounds wie der des Warp-Labels. Sänger Emmanuel Nzaramba, der aus Ruanda stammte, dort und in Uganda Reggae gespielt hatte und der über Tansania und Mosambik nach Südafrika geflohen war, arbeitete in Kapstadt als Sicherheitspersonal in einem Lokal. Dort lernten sich die Zwei kennen und alsbald trafen sie sich regelmäßig, um Musik zu machen. Withers schrieb die Lieder und Nzaramba sang dazu. Nur mit Gitarre und Mikrofon produzierten sie dann die Stücke am heimischen Computer. Um örtliche Konzerte spielen zu können, bildeten sie um sich eine Live-Band aus befreundeten Musikern. Nach Veröffentlichung einiger Songs im Internet wurde das britische Label Planet Mu auf sie aufmerksam, woraufhin ein ganzes Album entstand.
Die Lieder des selbstbetitelten Debütalbums sind Lo-Fi-Aufnahmen mit vordergründig afrikanischem Charakter, die sich stilistisch an Elementen des Chillwave und Indie-R’n’B bedienen. Withers nennt als Einflüsse Brenda Fassie, Franco Luambo und die südafrikanische House-Szene. Weitere mit John Wizards in Verbindung gebrachte Genres sind Digital Dancehall und Highlife, 80er-Dance-Pop, 1970er-Wah-Wah-Funk und Shagaan Electro-Township-Sound. Die mehrsprachigen Texte und musikalischen Verweise auf die bisherigen Heimatorte der Bandmitglieder geben dem Album eine „geografische Dimension“. Daher und in Anspielung auf das „Wizards“ (engl. Zauberer) im Bandnamen nannte es The Guardian „Das magischste Album des Jahres“, unter den „Besten Alben des Jahres 2013“ der britischen Tageszeitung schaffte es John Wizards auf Platz 8. Auch in einigen deutschen Medien schaffte es das Album in die Liste der besten Alben des Jahres. In Südafrika selbst sind John Wizards weitestgehend unbekannt.

## Diskografie
- 2013: John Wizards (Studioalbum; Planet Mu)